# Сборная Андорры по футболу
Сбо́рная Андо́рры по футбо́лу (кат. Selecció de futbol d'Andorra) представляет Княжество Андорра в международных матчах по футболу. Управляющая организация — Футбольная федерация Андорры.
Сборная Андорры никогда не играла в финальных стадиях чемпионатов Европы и мира, считается одним из аутсайдеров европейского футбола. В активе всего десять побед над сборными Албании (2:0), Беларуси (2:0), Северной Македонии (1:0), Сан-Марино (2:0, 2:0 и 3:0), Венгрии (1:0), Лихтенштейна (1:0, 2:0) и Молдовы (1:0). В княжестве мало футболистов (в особенности крайне мало профессионалов), лишь несколько десятков имеют право играть за сборную. В 2003 году лучшим игроком сборной за последние 50 лет был назван её многолетний голкипер, а ныне главный тренер Кольдо.
По состоянию на 4 апреля 2024 года сборная в рейтинге ФИФА занимает 164-е место, а в рейтинге УЕФА на 11 октября 2017 года — 52-е.

## История
Сборная Андорры — одна из самых молодых европейских сборных. В 1994 году была основана Футбольная федерация Андорры. После её вступления в УЕФА (1995) и в ФИФА (1996) сборная Андорры получила возможность участвовать в международных матчах. Первым соперником команды стала сборная Эстонии. Этот матч состоялся 13 ноября 1996 года и закончился разгромом дебютантов со счётом 1:6. Исторический первый гол андоррцев забил Агусти Поль на 61-й минуте.
Сборная Андорры является одной из слабейших команд Европы. Впервые уйти от поражения (ничья 0:0 с Азербайджаном 24 июня 1998 года) андоррцы смогли в своей шестой по счёту игре, а первая победа пришла в 24-м матче 26 апреля 2000 года, когда благодаря голам Хесуса Лусендо и Жули Санчеса со счётом 2:0 была обыграна сборная Беларуси.
На сентябрь 2019 года сборная Андорры провела 162 игры и одержала в них всего семь побед: кроме белорусов, обыграны также сборные Албании, Северной Македонии, Сан-Марино, Венгрии, Лихтенштейна и Молдовы. Победа над македонцами 13 октября 2004 года стала исторической — первой, одержанной в официальном матче (квалификация к чемпионату мира). Единственный гол в той встрече на счету Марка Бернауса. Второй победы в официальном турнире пришлось ждать более 10 лет.
6 июня 2015 года в домашнем товарищеском матче против сборной Экваториальной Гвинеи, проигранном со счётом 0:1, капитан пиренейцев Оскар Сонеджи стал первым футболистом в истории Андорры, преодолевшим отметку в 100 матчей за сборную.
После матча против сборной Франции в рамках отборочного турнира чемпионата Европы, состоявшегося 11 июня 2019 года, об уходе из сборной объявил Жули Санчес. Таким образом, этот футболист стал последним участником самого первого состава сборной Андорры, завершившим международные выступления.

### Участие в международных турнирах
Футбольная сборная Андорры ни разу не выступала в финальных турнирах чемпионатов Европы и мира. Более того, в отборочных турнирах с Евро-2000 до ЧМ-2018 она неизменно занимала последние места в своих группах. Однако в отборе на Евро-2020 андоррцы по ходу турнира обыграли дома Молдову 1:0 и на выезде сыграли вничью с Албанией 2:2 и впервые в истории заняли не последнее место в своей группе (сборная карликового государства обошла в турнирной таблице молдаван).
С запуском нового турнира — Лиги наций УЕФА — сборная Андорры получила возможность чаще встречаться с близкими по классу соперниками. Это не замедлило сказаться на результатах: в первом же розыгрыше, выступая в группе со сборными Грузии, Казахстана и Латвии, Андорра смогла свести к ничьим четыре встречи из шести (при этом ни разу не проиграв дома) и уступила латвийцам третью строчку в таблице только по разнице забитых и пропущенных мячей.
| Чемпионаты мира - ЧМ 2002 — Отборочный турнир - ЧМ 2006 — Отборочный турнир - ЧМ 2010 — Отборочный турнир - ЧМ 2014 — Отборочный турнир - ЧМ 2018 — Отборочный турнир - ЧМ 2022 — Отборочный турнир |  | Чемпионаты Европы - ЧЕ 2000 — Отборочный турнир - ЧЕ 2004 — Отборочный турнир - ЧЕ 2008 — Отборочный турнир - ЧЕ 2012 — Отборочный турнир - ЧЕ 2016 — Отборочный турнир - ЧЕ 2020 — Отборочный турнир |  | Лига наций УЕФА - ЛН 2018/19 — Лига D |

### Текущий турнир — чемпионат Европы 2020
| Поз | Команда  | И  | В | Н | П | МЗ | МП | РМ  | О  | Квалификация                        |     | Франция | Турция | Исландия | Албания | Андорра | Молдова |
| --- | -------- | -- | - | - | - | -- | -- | --- | -- | ----------------------------------- | --- | ------- | ------ | -------- | ------- | ------- | ------- |
| 1   | Франция  | 10 | 8 | 1 | 1 | 25 | 6  | +19 | 25 | Квалификация в финальный раунд      |     | —       | 1:1    | 4:0      | 4:1     | 3:0     | 2:1     |
| 2   | Турция   | 10 | 7 | 2 | 1 | 18 | 3  | +15 | 23 | Квалификация в финальный раунд      |     | 2:0     | —      | 0:0      | 1:0     | 1:0     | 4:0     |
| 3   | Исландия | 10 | 6 | 1 | 3 | 14 | 11 | +3  | 19 | Сборная участвует в стыковых матчах |     | 0:1     | 2:1    | —        | 1:0     | 2:0     | 3:0     |
| 4   | Албания  | 10 | 4 | 1 | 5 | 16 | 14 | +2  | 13 |                                     |     | 0:2     | 0:2    | 4:2      | —       | 2:2     | 2:0     |
| 5   | Андорра  | 10 | 1 | 1 | 8 | 3  | 20 | −17 | 4  |                                     | 0:4 | 0:2     | 0:2    | 0:2      | —       | 1:0     |         |
| 6   | Молдова  | 10 | 1 | 0 | 9 | 4  | 26 | −22 | 3  |                                     | 1:4 | 0:4     | 1:2    | 0:4      | 1:0     | —       |         |

## Стадион
Домашней ареной сборной Андорры является Национальный стадион (3036 мест), построенный в 2014 году и расположенный в столице страны городе Андорра-ла-Велья. Первой игрой, проведённой на этом стадионе, стал стартовый матч отборочного цикла чемпионата Европы 2016 года против сборной Уэльса. Ранее домашние игры пиренейцы проводили на Муниципальном стадионе Андорры-ла-Вельи (также называемом «Комуналь»), который вынуждены были покинуть из-за ужесточения международными футбольными организациями требований к стадионам. Также сборная Андорры проводила домашние матчи на барселонском Олимпийском стадионе и на других испанских аренах.

## Игроки
Список всех футболистов, выступавших за сборную Андорры, см. в статье «Список игроков сборной Андорры по футболу».

## Текущий состав
Следующие игроки были вызваны в состав сборной главным тренером Кольдо для участия в матчах квалификации Евро-2024 против сборной Косова (28 марта 2023).
Игры и голы приведены по состоянию на 31 марта 2023 года:
|  | Вр  | Жозеп Гомес        | 3 декабря 1985 (39 лет)   | 82  | 0 | Санта-Колома                |  |  |
|  | Вр  | Икер Альварес      | 25 июля 2001 (23 года)    | 13  | 0 | Вильярреал                  |  |  |
|  | Вр  | Франсиско Пирес    | 25 января 1998 (27 лет)   | 2   | 0 | Вианенсе                    |  |  |
|  |     |                    |                           |     |   |                             |  |  |
|  | Защ | Мойзес Сан-Николас | 17 сентября 1993 (31 год) | 70  | 0 | Атлетик Эскальдес           |  |  |
|  | Защ | Марк Гарсия        | 21 марта 1988 (37 лет)    | 60  | 1 | Энгордань                   |  |  |
|  | Защ | Макс Льовера       | 8 января 1997 (28 лет)    | 60  | 0 | Сан-Кристобаль              |  |  |
|  | Защ | Жоан Сервос        | 24 февраля 1998 (27 лет)  | 45  | 1 | Рудар (Приедор)             |  |  |
|  | Защ | Жезус Рубьо        | 9 сентября 1994 (30 лет)  | 40  | 1 | Интер (Эскальдес)           |  |  |
|  | Защ | Альберт Алаведра   | 26 февраля 1999 (26 лет)  | 24  | 0 | Приморье                    |  |  |
|  | Защ | Эрик Де Паблос     | 8 марта 1999 (26 лет)     | 7   | 0 | Унио Эспортива Санта-Колома |  |  |
|  | Защ | Жоэль Гильен       | 28 августа 2001 (23 года) | 4   | 0 | Атлетико Монсон             |  |  |
|  |     |                    |                           |     |   |                             |  |  |
|  | ПЗ  | Марсио Вьейра      | 10 октября 1984 (40 лет)  | 119 | 1 | Атлетико Монсон             |  |  |
|  | ПЗ  | Марк Пужол         | 21 августа 1982 (42 года) | 107 | 4 | Энгордань                   |  |  |
|  | ПЗ  | Марк Валес         | 4 апреля 1990 (35 лет)    | 86  | 5 | Реал Унион                  |  |  |
|  | ПЗ  | Жорди Рубьо        | 1 ноября 1987 (37 лет)    | 64  | 0 | Энгордань                   |  |  |
|  | ПЗ  | Шавьер Вьейра      | 14 января 1992 (33 года)  | 12  | 0 | Энгордань                   |  |  |
|  | ПЗ  | Льюис Бланко       | 15 января 1990 (35 лет)   | 4   | 0 | Энгордань                   |  |  |
|  | ПЗ  | Эрик Валес         | 18 августа 2000 (24 года) | 3   | 0 | Тамарите                    |  |  |
|  |     |                    |                           |     |   |                             |  |  |
|  | Нап | Алешандре Мартинес | 10 октября 1998 (26 лет)  | 46  | 1 | Атлетик (Эскальдес)         |  |  |
|  | Нап | Рикард Фернандес   | 19 марта 1999 (26 лет)    | 31  | 1 | Сан-Кристобаль              |  |  |
|  | Нап | Виктор Бернат      | 17 мая 1987 (38 лет)      | 18  | 1 | Энгордань                   |  |  |
|  | Нап | Альберт Росас      | 19 августа 2002 (22 года) | 12  | 3 | Реал Бетис                  |  |  |
|  | Нап | Изан Фернандес     | 3 октября 2001 (23 года)  | 2   | 0 | Атлетико Монсон             |  |  |

## Форма

### Домашняя
| 1999—2000 | 2001—2004 | 2004—2006  | 2006—2008 | 2008—2010 | 2010—2012 | 2012—2014 | 2014—2015 | 2015—2016 | 2016—2018 | 2018—2020 |
| 2020—2022 | 2022—2024 | 2024—н. в. |           |           |           |           |           |           |           |           |

### Гостевая
| 1999—2000 | 2001—2004 | 2004—2006  | 2006—2008 | 2008—2010 | 2010—2012 | 2012—2014 | 2014—2015 | 2015—2016 | 2016—2018 | 2018—2020 |
| 2020—2022 | 2022—2024 | 2024—н. в. |           |           |           |           |           |           |           |           |

### Резервная
| 2018—2020 | 2020—2022 |

Источники:,

## Статус команды

### Рейтинг сборной и игроки
Андорра традиционно считается аутсайдером европейского футбола и долгое время занимала последние строчки в рейтинге ФИФА. Почти все футболисты команды являются любителями: они зарабатывают на жизнь, работая на других профессиях, и тренируются в свободное время. Например, рекордсмен сборной по числу сыгранных встреч Оскар Сонеджи работает страховым агентом. Все немногие профессиональные футболисты выступают за пределами княжества.

### Тактика и игровая эффективность
Стиль игры андоррцев, как и у многих карликовых сборных Европы, сугубо оборонительный: андоррцы делают ставку на оборону всей командой, отдавая противнику инициативу. Они стараются использовать небольшие размеры домашнего поля и некачественный газон для того, чтобы лишить противника скоростных преимуществ, вследствие чего противнику достаточно часто приходится применять прессинг. Андоррцы также предпочитают персональную опеку игроков и в случае, если противник уходит, идут на фол, нанося удары по ногам, пока игрок не упадёт на газон. Соответственно, об атаке андоррцы почти не помышляют, считая для себя приемлемым поражение с минимальной разницей (не более двух или трёх пропущенных мячей).
Если поражение с разницей в 2-3 мяча было от сборной из первой корзины европейской квалификации, то андоррцы считали это вполне достойным, хотя в большинстве случаев от более крупного поражения их спасала либо игра вратаря, либо многочисленные промахи противника. Ярким примером служил Кольдо Альварес, который в игре 14 октября 1998 года против сборной Франции (0:2) неоднократно спасал команду после ударов противника. Многолетний тренер сборной Андорры Давид Родриго при этом отмечал, что иногда зональная опека позволяла команде пропустить меньше мячей, в то время как персональная опека против обладающего высоким индивидуальным мастерством форварда оказывалась бессмысленной.
В 162 играх ворота соперников андоррцы поражали 44 раза (в среднем по 0,27 мяча за игру), поэтому забитый андоррцами гол особенно ценится в плане репутации команды. Наиболее удачным в этом отношении получился 2000 год, когда андоррцы шесть раз смогли распечатать ворота вратарей противоположной команды. Однако поскольку любительский статус игроков отражается на их мастерстве и уровне командной игры, Андорра пропускает несоизмеримо больше: 420 мячей в 162 играх (в среднем по 2,59 мяча за игру).

### Дисциплинарные проблемы
Оборонительная тактика игры и низкий уровень мастерства игроков и всей команды ведут к тому, что андоррцы часто нарушают правила и грубят на поле, не стесняясь мелких провокаций типа ударов в спину и даже атак прямой ногой, что может привести к травмированию игроков, а также ругани с судьями, соперниками и даже друг с другом. Подобное поведение тренерами характеризуется как «наглое и нахальное». В подобных матчах судьи показывают достаточно много жёлтых карточек, а иногда и красных, причём в матчах удаляются не только андоррцы, но и их противники; однако же на матчи с Андоррой чаще всего назначаются арбитры, не судившие достаточно много международных встреч на высшем уровне. Многие тренеры и игроки подвергали андоррцев за недисциплинированность обильной критике: такие специалисты, как Арсен Венгер, Рафаэль Бенитес и Жозе Моуринью требовали не допускать Андорру до участия в отборочных циклах чемпионатов Европы и мира, полагая, что в таких матчах исход предельно ясен, а вот шансы для игроков не травмироваться варьируются. При статусе одной из самых грубых сборных УЕФА в отборе на чемпионат Европы 2012 Андорра стала одной из сборных, на которой чаще всего фолили.

## Все матчи сборной Андорры
| Соперник              | И   | В | Н  | П   | Заб | Пр  | РМ   |
| --------------------- | --- | - | -- | --- | --- | --- | ---- |
| Азербайджан           | 5   | 0 | 4  | 1   | 1   | 2   | −1   |
| Албания               | 4   | 1 | 0  | 3   | 2   | 7   | −5   |
| Англия                | 4   | 0 | 0  | 4   | 0   | 16  | −16  |
| Армения               | 8   | 0 | 1  | 7   | 2   | 20  | −18  |
| Беларусь              | 4   | 1 | 0  | 3   | 4   | 11  | −7   |
| Бельгия               | 4   | 0 | 0  | 4   | 1   | 14  | −13  |
| Болгария              | 2   | 0 | 0  | 2   | 1   | 5   | −4   |
| Босния и Герцеговина  | 2   | 0 | 0  | 2   | 0   | 6   | −6   |
| Бразилия              | 1   | 0 | 0  | 1   | 0   | 3   | −3   |
| Венгрия               | 4   | 1 | 0  | 3   | 1   | 11  | −10  |
| Габон                 | 1   | 0 | 0  | 1   | 0   | 2   | −2   |
| Грузия                | 2   | 0 | 1  | 1   | 1   | 4   | −3   |
| Израиль               | 4   | 0 | 0  | 4   | 2   | 14  | −12  |
| Индонезия             | 1   | 0 | 0  | 1   | 0   | 1   | −1   |
| Ирландия              | 4   | 0 | 0  | 4   | 2   | 11  | −9   |
| Исландия              | 6   | 0 | 0  | 6   | 0   | 16  | −16  |
| Испания               | 1   | 0 | 0  | 1   | 0   | 4   | −4   |
| Кабо-Верде            | 1   | 0 | 1  | 0   | 0   | 0   | 0    |
| Казахстан             | 4   | 0 | 1  | 3   | 2   | 11  | −9   |
| Катар                 | 1   | 0 | 0  | 1   | 0   | 1   | −1   |
| Кипр                  | 5   | 0 | 0  | 5   | 3   | 17  | −14  |
| Китай                 | 1   | 0 | 1  | 0   | 0   | 0   | 0    |
| Латвия                | 7   | 0 | 2  | 5   | 1   | 14  | −13  |
| Литва                 | 2   | 0 | 0  | 2   | 1   | 7   | −6   |
| Лихтенштейн           | 2   | 1 | 0  | 1   | 1   | 1   | 0    |
| Мальта                | 2   | 0 | 2  | 0   | 2   | 2   | 0    |
| Молдова               | 5   | 0 | 1  | 4   | 2   | 8   | −6   |
| Нидерланды            | 6   | 0 | 0  | 6   | 0   | 21  | −21  |
| ОАЭ                   | 1   | 0 | 1  | 0   | 0   | 0   | 0    |
| Польша                | 1   | 0 | 0  | 1   | 0   | 4   | −4   |
| Португалия            | 5   | 0 | 0  | 5   | 1   | 22  | −21  |
| Россия                | 6   | 0 | 0  | 6   | 2   | 21  | −19  |
| Румыния               | 4   | 0 | 0  | 4   | 1   | 15  | −14  |
| Сан-Марино            | 1   | 1 | 0  | 0   | 2   | 0   | +2   |
| Северная Македония    | 6   | 1 | 1  | 4   | 1   | 9   | −8   |
| Сент-Китс и Невис     | 1   | 0 | 0  | 1   | 0   | 1   | −1   |
| Словакия              | 2   | 0 | 0  | 2   | 0   | 2   | −2   |
| Турция                | 3   | 0 | 0  | 3   | 0   | 8   | −8   |
| Украина               | 4   | 0 | 0  | 4   | 0   | 17  | −17  |
| Уэльс                 | 2   | 0 | 0  | 2   | 1   | 4   | −3   |
| Фарерские острова     | 3   | 0 | 2  | 1   | 0   | 1   | -1   |
| Финляндия             | 2   | 0 | 1  | 1   | 0   | 3   | −3   |
| Франция               | 5   | 0 | 0  | 5   | 0   | 14  | −14  |
| Хорватия              | 6   | 0 | 0  | 6   | 0   | 24  | −24  |
| Чехия                 | 2   | 0 | 0  | 2   | 1   | 12  | −11  |
| Швейцария             | 2   | 0 | 0  | 2   | 1   | 5   | −4   |
| Экваториальная Гвинея | 1   | 0 | 0  | 1   | 0   | 1   | −1   |
| Эстония               | 12  | 0 | 0  | 12  | 5   | 28  | −23  |
| Итого                 | 162 | 6 | 19 | 137 | 44  | 420 | −376 |

## Матчи без поражений

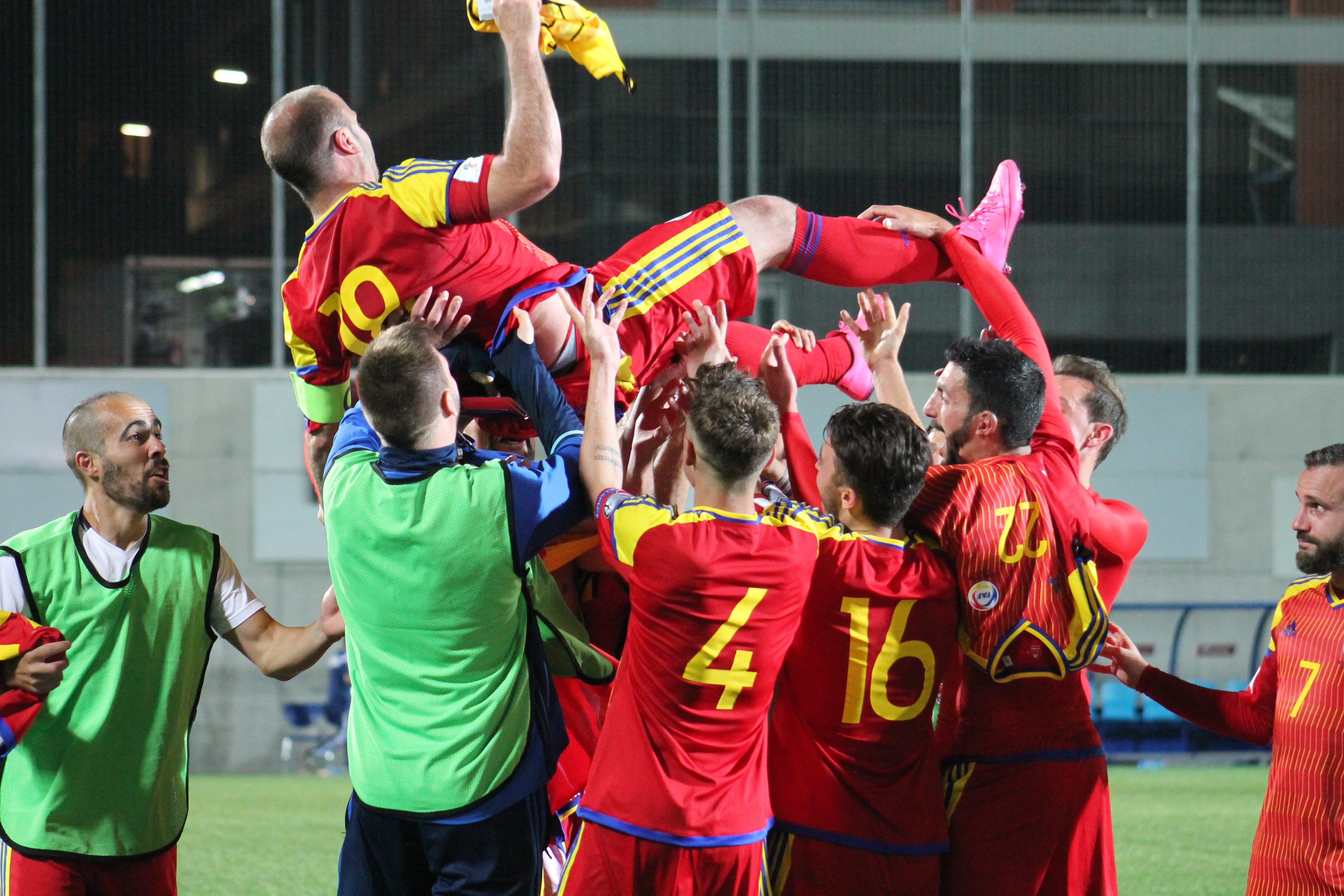
Андоррцы отмечают победу над Венгрией со счётом 1:0. 9 июня 2017 года

На 17 ноября 2019 года сборная Андорры провела 166 матча, сумев в 27 из них уйти с поля без поражений, причём выиграла 7 матчей.
| Дата            | Стадион                                                                               | Соперник           | Статус матча      | Счёт | Авторы голов у Андорры            |
| --------------- | ------------------------------------------------------------------------------------- | ------------------ | ----------------- | ---- | --------------------------------- |
| 24 июня 1998    | Городской, Вильянди, Эстония                                                          | Азербайджан        | Товарищеский матч | 0:0  |                                   |
| 3 февраля 1999  | «Баия Сур», Сан-Фернандо, Испания                                                     | Фарерские острова  | Товарищеский матч | 0:0  |                                   |
| 8 февраля 2000  | Национальный, Та-Кали, Мальта                                                         | Мальта             | Товарищеский матч | 1:1  | Оскар Сонеджи                     |
| 10 февраля 2000 | Национальный, Та-Кали, Мальта                                                         | Азербайджан        | Товарищеский матч | 0:0  |                                   |
| 24 апреля 2000  | Комуналь, Андорра-ла-Велья, Андорра                                                   | Беларусь           | Товарищеский матч | 2:0  | Хесус Лусендо, Жулиа Санчес       |
| 27 марта 2002   | Национальный, Та-Кали, Мальта                                                         | Мальта             | Товарищеский матч | 1:1  | Антони Лима                       |
| 17 апреля 2002  | «Комуналь», Андорра-ла-Велья, Андорра                                                 | Албания            | Товарищеский матч | 2:0  | Эмилиано Гонсалес, Манель Хименес |
| 14 апреля 2004  | Муниципальный, Пералада, Испания                                                      | Китай              | Товарищеский матч | 0:0  |                                   |
| 13 октября 2004 | «Комуналь», Андорра-ла-Велья, Андорра                                                 | Северная Македония | ОЧМ-2006          | 1:0  | Марк Бернаус                      |
| 9 февраля 2005  | Городской, Скопье, Македония                                                          | Северная Македония | ОЧМ-2006          | 0:0  |                                   |
| 3 сентября 2005 | «Комуналь», Андорра-ла-Велья, Андорра                                                 | Финляндия          | ОЧМ-2006          | 0:0  |                                   |
| 7 февраля 2007  | «Комуналь», Андорра-ла-Велья, Андорра                                                 | Армения            | Товарищеский матч | 0:0  |                                   |
| 30 мая 2012     | «Шпортпарк Кельстербах», Кельстербах, Германия                                        | Азербайджан        | Товарищеский матч | 0:0  |                                   |
| 14 августа 2013 | «Зимбру», Кишинёв, Молдова                                                            | Молдова            | Товарищеский матч | 1:1  | Оскар Сонеджи                     |
| 26 мая 2016     | «Спортверейн», Эрлах, Австрия                                                         | Азербайджан        | Товарищеский матч | 0:0  |                                   |
| 22 февраля 2017 | «Сан-Марино Стэдиум», Серравалле, Сан-Марино                                          | Сан-Марино         | Товарищеский матч | 2:0  | Ильдефонс Лима, Кристиан Мартинес |
| 25 марта 2017   | «Эстади Насьональ», Андорра-ла-Велья, Андорра                                         | Фарерские острова  | ОЧМ-2018          | 0:0  |                                   |
| 9 июня 2017     | «Эстади Насьональ», Андорра-ла-Велья, Андорра                                         | Венгрия            | ОЧМ-2018          | 1:0  | Марк Ребес                        |
| 21 марта 2018   | «Эстадио Мунисипаль де Ла-Линеа-де-ла-Консепсьон», Ла-Линеа-де-ла-Консепсьон, Испания | Лихтенштейн        | Товарищеский матч | 1:0  | Марк Ребес                        |
| 11 октября 2019 | «Эстади Насьональ, Андорра-ла-Велья, Андорра                                          | Молдова            | ОЧЕ-2020          | 1:0  | Марк Валес                        |
| 14 ноября 2019  | «Эльбасан Арена, Эльбасан, Албания                                                    | Албания            | ОЧЕ-2020          | 2:2  | К. Мартинес — 2                   |

## Бомбардиры
| № | Игрок             | Голы |
| - | ----------------- | ---- |
| 1 | Ильдефонс Лима    | 11   |
| 2 | Кристиан Мартинес | 5    |
| 2 | Марк Валес        | 5    |
| 4 | Марк Пужоль       | 4    |
| 4 | Оскар Сонеджи     | 4    |
| 6 | Хесус Лусендо     | 3    |
| 6 | Эмилиано Гонсалес | 3    |
| 6 | Марк Ребес        | 3    |
| 9 | Хорди Алаес       | 2    |
| 9 | Фернандо Сильва   | 2    |
| 9 | Хусто Руис        | 2    |